# Bribir (Vinodol)
Bribir je naselje u Hrvatskoj. Nalazi se između Novog Vinodolskog i Crikvenice, u Vinodolskoj općini. Put do Bribira od smjera mora vodi takozvana "Rajska dolina". Bribir je nekadašnje sjedište krčkih knezova – Frankopana, (sjedište Bribir i Ostrovica) sagrađen je na brijegu gdje je služio kao utvrda.

## Općenito
Ostaci starih zidina i gradska kula podsjećaju na vrijeme knezova Frankopana čija je četiri stoljetna vladavina ostavila duboke duhovne i materijalne tragove u Vinodolu. Svoj najveći procvat Bribir doživljava u vrijeme kneza Bernardina Frankopana koji učvršćuje kaštel i gradske zidine. Kada je 1848. godine ukinuto bribirsko vlastelinstvo općinska vlast je porušila Vela i Mala vrata i kaštel, a na njegovu je mjestu sagrađena škola. Tako je u ruševinama završila duga i slavna povijest bribirske utvrde. Jedini ostatak bribirske utvrde je četverokutna kula iz 1302. godine i dio zidina. S brežuljka na kojem je smješten stari grad puca pogled na dolinu i Novi Vinodolski. Umjetnička renesansna djela u crkvi sv. Petra i Pavla svjedoče o visokoj razini kulturnih i civilizacijskih dosega srednjovjekovnog Bribira i jakim vezama s Europom.

## Stanovništvo
Prema popisu stanovništva iz 2001. Bribir ima 1783 stanovika.
| broj stanovnika | 4155  | 4150  | 4314  | 4183  | 4165  | 3771  | 3516  | 2875  | 1845  | 1846  | 1854  | 1915  | 1800  | 1728  | 1753  | 1695  | 1480  |
|                 | 1857. | 1869. | 1880. | 1890. | 1900. | 1910. | 1921. | 1931. | 1948. | 1953. | 1961. | 1971. | 1981. | 1991. | 2001. | 2011. | 2021. |

## Poznate osobe
- Mihovil Kombol, hrvatski književni povjesničar
- Martin Davorin Krmpotić, hrvatski svećenik, preporoditelj, misionar, esejist, službovao je kao kapelan u Bribiru
- Josip Pančić (također i Josif Pančić), hrvatski i srpski botaničar i profesor prirodnih znanosti, rođen i djetinstvo proveo u Bribiru.
- Milorad Stojević, pjesnik, pisac

## Hrana
- Bribirski prisnac